# Simolestes
Simolestes ist eine Gattung ausgestorbener Meeresreptilien aus der Gruppe der Pliosauroidea, die während der mittleren und späten Jurazeit lebte. Die Typusart Simolestes vorax wurde 1909 von Charles William Andrews auf Basis eines nahezu vollständigen Skeletts beschrieben, das aus der Oxford-Clay-Formation in England stammt. Derzeit werden zwei weitere Arten anerkannt, Simolestes indicus und Simolestes keileni, die aus Indien und Frankreich stammen. Der Pliosauroidea werden zwei Gruppen zugeordnet, die Rhomaleosauridae und die Pliosauridae, wobei umstritten ist, zu welcher dieser Gruppen Simolestes zu rechnen ist. Die meisten jüngeren Studien legen allerdings nahe, dass die Gattung zu den Pliosauridae gezählt werden kann.

## Merkmale

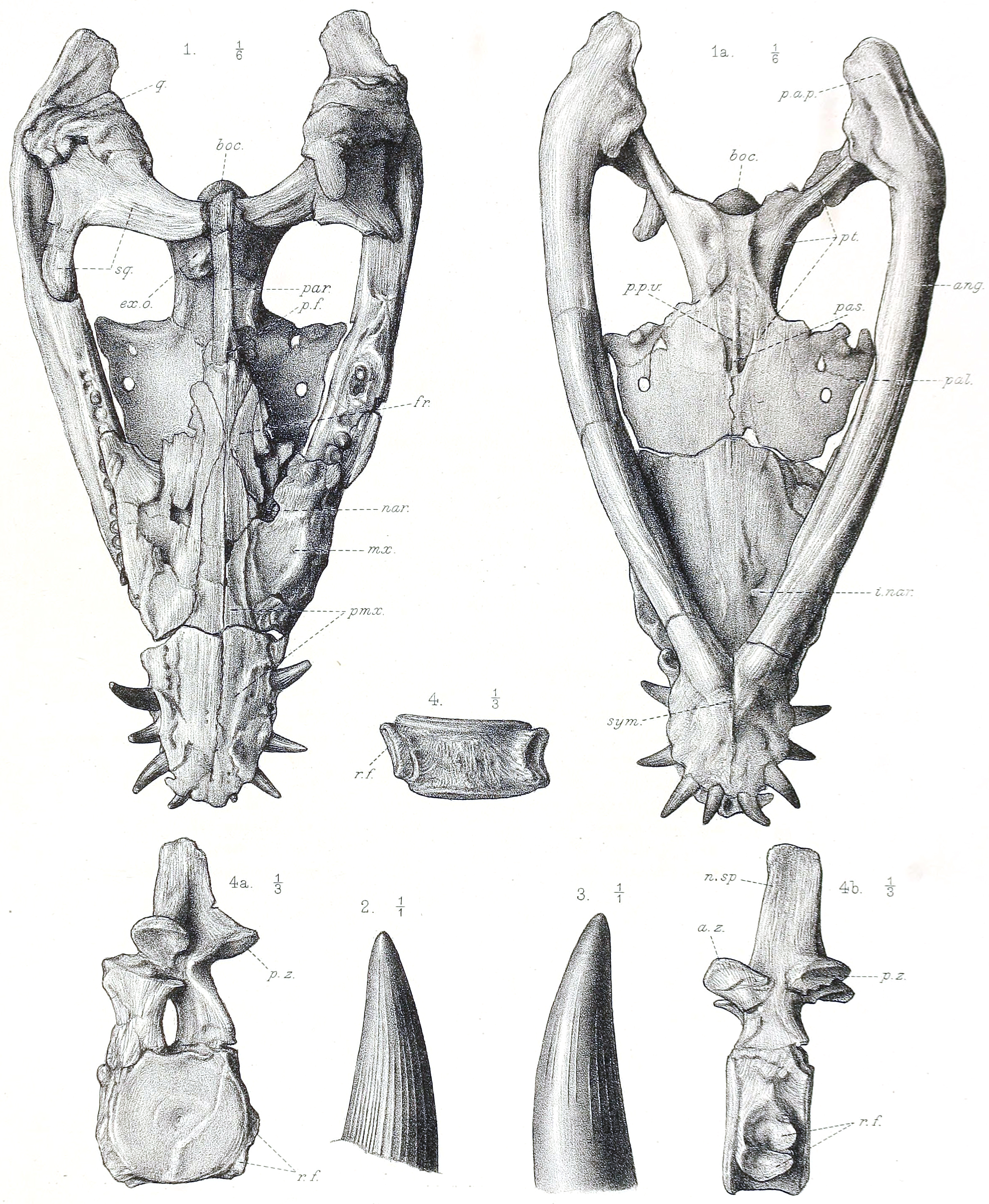
Zeichnung des Schädels aus dem Jahr 1913

Wie bei anderen Vertretern der Pliosauroidea handelte es sich um ein großes, fleischfressendes Tier mit einem spindelförmigen Körper und kurzem Schwanz. Der aus etwa 20 Halswirbeln bestehende, verhältnismäßig kurze Hals endete in einem verhältnismäßig großen Kopf. Vorder- und Hintergliedmaßen waren zu Paddeln umgebildet, wobei das vordere Paddelpaar deutlich kürzer war als das hintere. Simolestes erreichte eine Länge von mehr als 10 m und zählt damit zu den größten Pliosauriden.
Der Schädel war im Vergleich mit anderen Pliosauroidea relativ kurz und breit. Auf jeder Seite des Unterkiefers saßen etwa 26 Zähne, die im Querschnitt rund waren und keine Schneidekanten aufwiesen. Die Unterkiefer liefen in der Schnauzenspitze zu einer löffelförmigen Rosette zusammen, deren fünf bis sechs Zähne gegenüber den restlichen Zähnen vergrößert waren. Eine derartige Rosette war typisch für Vertreter der Rhomaleosauridae, fehlte jedoch bei den meisten Vertretern der Pliosauridae.

## Systematik, Arten und Fossilbericht

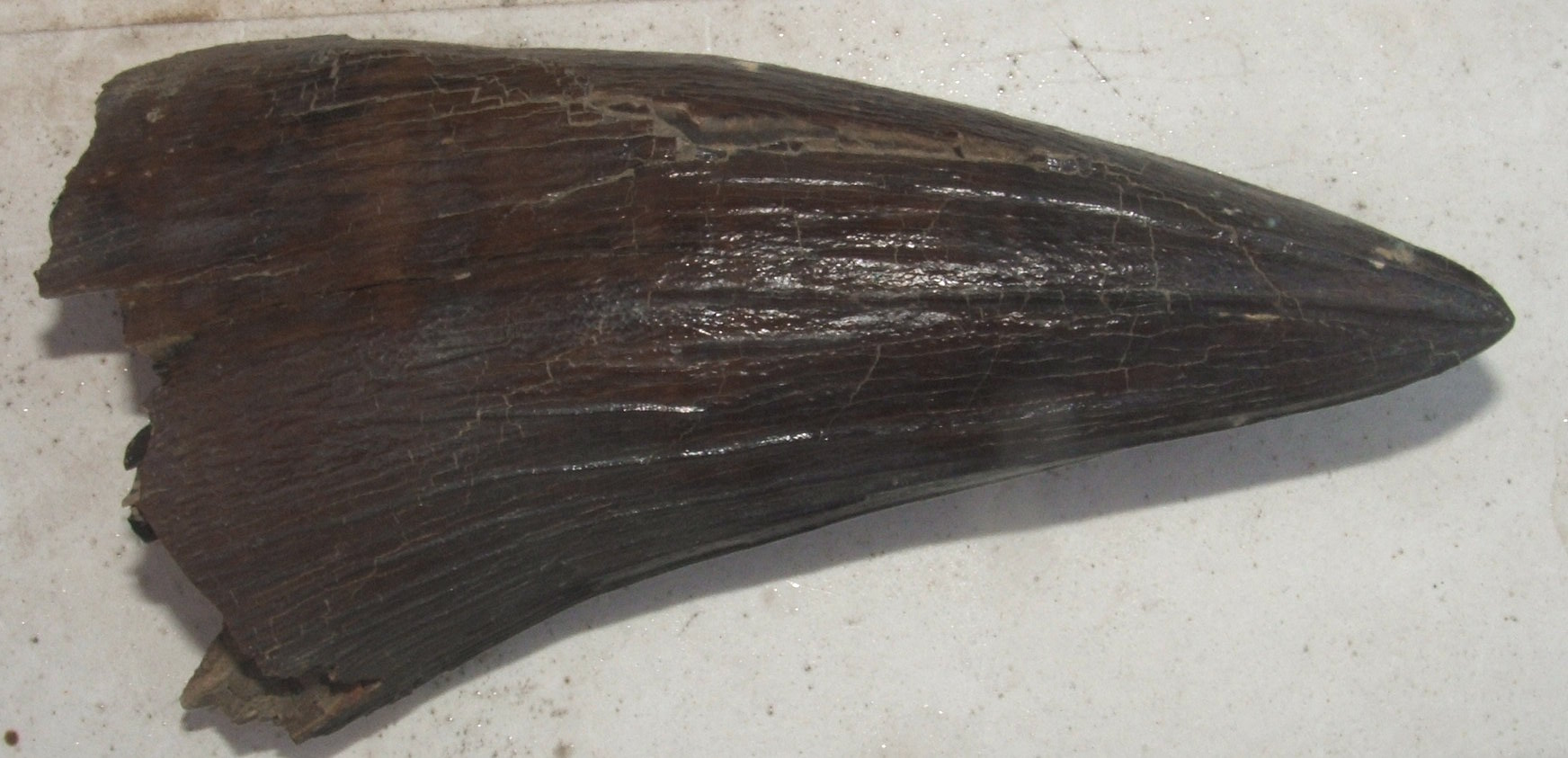
Zahn von Simolestes vorax

Die systematische Position von Simolestes innerhalb der Plesiosauroidea ist umstritten. Die kurze Schnauze und die löffelförmige Schnauzenspitze weisen auf eine Zugehörigkeit zu den Rhomaleosauridae, während der Bau des Gaumens für eine Zugehörigkeit zu den Pliosauridae spricht. Die meisten jüngeren Studien klassifizieren die Gattung innerhalb der Pliosauridae. So könnte sich die löffelförmige Schnauzenspitze bei Simolestes und den Rhomaleosauriden unabhängig voneinander (konvergent) entwickelt haben, möglicherweise aufgrund ähnlicher Ernährungsgewohnheiten.
Die Typusart Simolestes vorax basiert auf einem nahezu vollständigen Skelett (Exemplarnummer BMNH R.3319), das nahe Peterborough in England entdeckt wurde und aus der Unteren Oxford-Clay-Formation stammt. Diese Gesteinseinheit wird auf das Callovium (Mitteljura) datiert. Noé (2001) schrieb dieser Art zudem einen Schädel zu (Exemplarnummer PETMG R296), der bereits 1990 entdeckt wurde und anfangs Liopleurodon zugeschrieben wurde. Neben der Typusart werden zwei weitere Arten anerkannt: Der aus dem Oberjura (Tithonium) Indiens stammende Simolestes indicus sowie der aus dem Mitteljura (Bajocium) Frankreichs stammende Simolestes keileni. S. indicus wurde bereits von Lydekker (1877) als eine Art der Gattung Plesiosaurus und später der Gattung Thaumatosaurus beschrieben; Bardet und Kollegen (1991) ordneten sie schließlich der Gattung Simolestes zu. S. keileni wurde von Godefroit (1994) beschrieben, basierend auf einem fragmentarischen Skelett aus der Lothringer Gemeinde Montois-la-Montagne. Der 1983 bei Straßenarbeiten nahe Metz (zwischen Montois-la-Montagne und Sainte-Marie-aux-Chênes) in Lothringen (Lorraine) entdeckte Fund wurde zwar zunächst der Gattung Simolestes zugeordnet, wurde aber 2023 nach detaillierten Untersuchungen zur Definition einer neuen Gattung, nämlich des vor rund 170 Millionen Jahren lebenden Lorrainosaurus, herangezogen.